# 真鍋大覚
真鍋 大覚（まなべ だいかく、1923年5月14日 - 1991年4月26日）は、日本の航空工学者。暦法家。九州大学工学部航空工学科助教授。

## 経歴
福岡県糟屋郡箱崎町に生まれる。真鍋家は物部氏から続く代々暦法を生業とする家系であり、大覚も暦法に関する書物を著している。福岡県中学修猷館を経て、1945年9月、九州帝国大学工学部航空工学科を卒業し、1949年、九州大学大学院特別研究生第2期を修了後、同年5月九州大学工学部応用工学科（現・航空工学科）助教授となる。専門は航空機運動安定論、極長周期波動解析。1958年7月、「中間深度の浅底水槽に生ずる波紋の解析的研究」により九州大学工学博士の学位を授与される。
専門分野以外での多様な研究でも知られており、1976年には、既に1966年に発見されていた屋久島に自生する最大級の屋久杉を、過去に伐採された周辺の屋久杉のデータと気候データなどをもとに、樹齢を7,200年と推定した。そのため、以後この屋久杉は「縄文杉」と呼ばれるようになった。
1980年、九州各地のボーリングでのハイガイ化石調査による放射性炭素年代測定を元に、以下のような3,500年前の古代九州の詳細な地形図を発表している。
1. 博多湾と有明海は太宰府付近を瀬戸にしてつながっていた（真鍋はこれを「針摺瀬戸（はりずりのせと）」と命名している）。
2. 福岡平野，筑紫平野は海底にあり、福岡地方は群島だった。
3. 島原半島は雲仙岳をいただく大きな島だった。

これは、後の古代史研究に影響を与えることになった。なお、翌年にさだまさしは、アルバム『うつろひ』（1981年）に収録した古代史研究家宮崎康平への鎮魂歌『邪馬臺』の中で、「針摺瀬戸」と書いて「かいきょう」と読ませている。
そのころ、古事記のドイツ語翻訳に取り組んでいた、香椎宮宮司の木下祝夫に協力しており、構想していたドイツ語訳古事記の全五巻のうち、第三巻までを刊行し、第四巻・第五巻の刊行を果たせずに生涯を終えた木下の意志を受け継ぎ、『独逸語訳古事記第四巻 天文暦象篇』を1984年に、『独逸語訳古事記第五巻 国土地理篇』を1986年に刊行している。
また、元奈良市長・元衆議院議員である鍵田忠三郎に協力し、「放射状の雲は震源を指し、近くでは長時間滞空し遠地では短い。波紋状の雲が同心円上に出る時は垂直方向が震源となる」という地震の震源捕捉法を考案する。この法則は、後に中国科学院物理研究所の甘栢によって、鍵田の”鍵”と真鍋の”真”から「鍵真の法則」と命名されている。そして、1986年2月、鍵田と共に日本地震雲研究会を設立する。なお、このような地震予知につながる雲を「地震雲」と命名したのは真鍋である。
その後、元寇の弘安の役において元軍に多大な被害をもたらした台風に関して、中国南部の泉州湾の海底から引き揚げられた南宋時代の軍船をもとに、風と波に対する船の復原力を計算する「船舶安全基準」にあてはめて、同軍船を沈没させるほどの風速を計算したところ、結果は、最大瞬間風速54.57mで、平均38.59m、台風の諸元を推計すると、中心気圧938ミリバール、毎秒25mの暴風圏をもつ、1954年の洞爺丸台風に匹敵する大型台風であったろうと推測した研究結果を発表している。

## 著書
- 『大地の雲映－地震は雲・霞の形や色で、予知できる』（中日新聞本社、1981年）
- 『儺の國の星』（那珂川町、1982年）
- 『儺の國の星 拾遺』（那珂川町、1985年）